# Vorupor
Vorupør es una parroquia costera en el distrito de Thy sobre la costa del Mar del Norte en Jutlandia, Dinamarca. La villa más grande y más al norte es, Nørre Vorupør, cuya población asciende a 591 habitantes (2014) mientras que Sønder Vorupør ubicada 2 km al sur es mucho más pequeña. Vorupør se encuentra ubicada en el municipio de Thisted, Jutlandia Septentrional.
Su bien la ocupación tradicional ha sido la pesca, en la actualidad es principalmente un destino turístico de turismo en pequeña escala, entre sus atractivos se destacan sus playas, la naturaleza y su relativa virginidad, comparado con otros destinos. Vorupør se encuentra emplazado en medio del parque nacional Thy que fuera inaugurado en el 2008, sin embargo, las amplias zonas de dunas y brezales que rodean la villa ya eran zonas protegidas antes de ello.

## Pesca

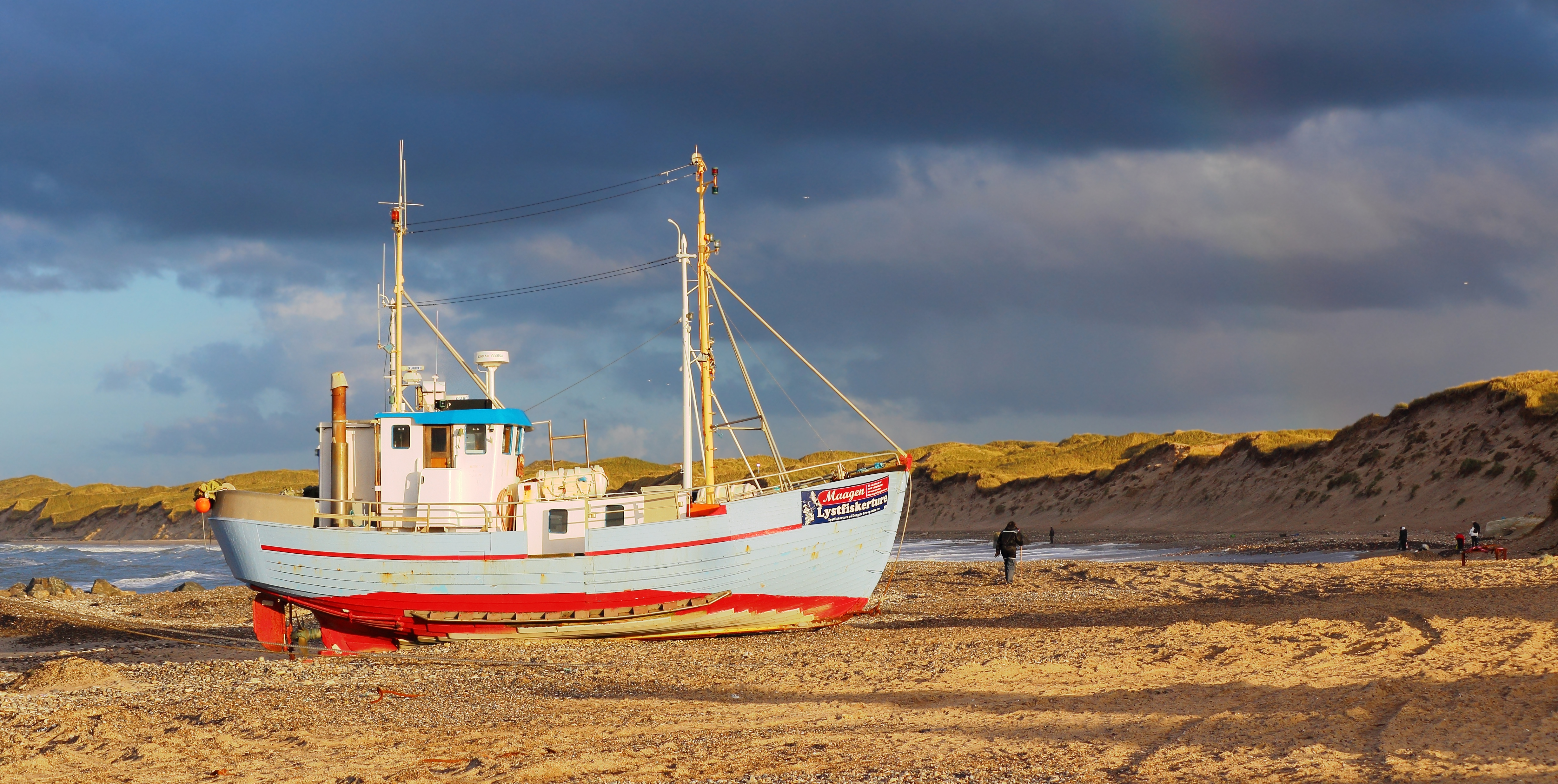
Barco pesquero en la playa.

Al igual que otras comunidades costeras danesas, la pesca como actividad full-time ha disminuido. El último barco pesquero que trabajaba en forma regular dejó de operar en el 2010, pero algunos barcos que trabajan sacando turistas a pescar aun operan. La mayoría de la pesca tradicionalmente ha sido del tipo pesca con palangre, especialmente para bacalao. Es posible observar los pequeños botes que se utilizan para pesca part-time. Antiguamente por toda Jutlandia Septentrional se practicaba la pesca con botes de poco calado diseñados para arrastrarlos hacia la playa, pero en la actualidad solo se practica en Vorupør, Lild Strand y más intensamente en Thorup Strand.
En 1908 se construyó la escollera de Vorupør para proteger el punto de atraque de los barcos. El extremo de la escollera es el punto más remoto desde Copenhague de Dinamarca, sin contar las islas Faroe y Groenlandia. 

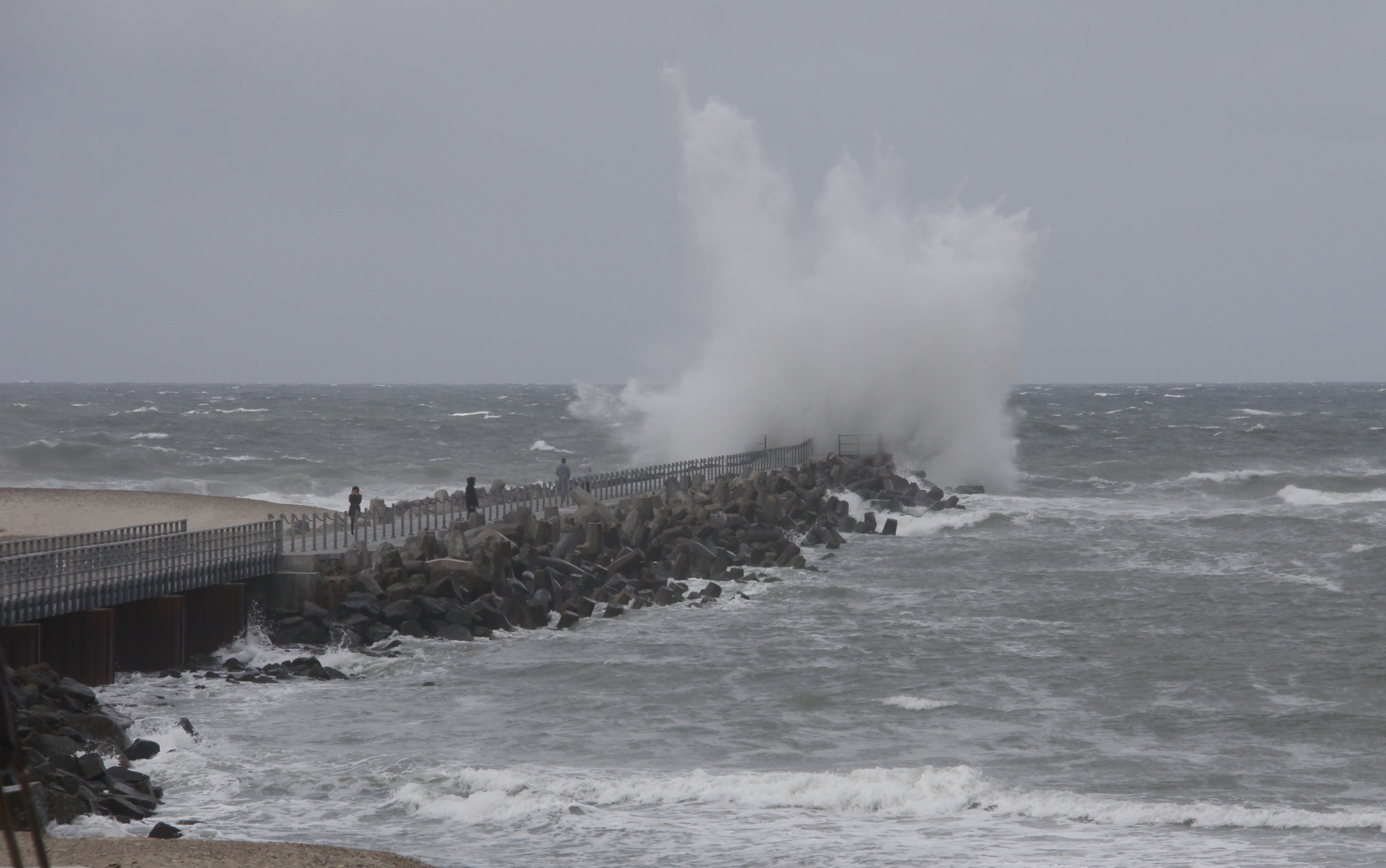
La escollera de Vorupør durante una tormenta.